# 술레만 둠비아
술레만 켈리 둠비아(프랑스어: Souleyman Keli Doumbia, 1996년 9월 24일~)는 벨기에 프로 리그의 스탕다르 리에주에서 수비수로 활약하고 있는 코트디부아르의 축구 선수이다. 프랑스에서 태어난 그는 코트디부아르 국가대표팀에서 뛰고 있다.

## 구단 경력

### 초기 경력
둠비아는 2009년부터 2016년까지 파리 생제르맹 유소년 아카데미의 일원이었다. 2016년 여름, 그는 세리에 B의 바리로 이적하여 10월 22일 트라파니와의 경기에서 프로 데뷔 전을 치렀다. 2017년 1월 31일, 둠비아는 같은 세리에 B의 비첸차에 임대로 합류했다.

### 렌
2019년 1월, 그는 렌과 3년 계약을 체결했다.

### 앙제
2020년 1월, 둠비아는 2019-20 시즌이 끝날 때까지 앙제에 임대로 합류했다. 2020년 7월, 앙제는 약 3백만 유로의 이적료에 영구 계약할 수 있는 옵션을 행사했다. 둠비아는 3년 계약을 맺었다.

## 국가대표팀 경력
둠비아는 프랑스에서 코트디부아르 혈통의 부모에게 태어났다. 그는 2015 툴롱 토너먼트를 위해 코트디부아르 U-20 국가대표팀으로 처음 소집되었다. 그는 또한 프랑스 U-21 국가대표팀과의 친선 경기에서 5-1로 패배했다. 그는 2019년 6월 15일, 우간다와의 친선 경기에서 선발로 코트디부아르 국가대표팀 데뷔 전을 치렀다.
2019년 6월 24일, 그는 남아프리카 공화국과의 2019년 아프리카 네이션스컵에서 1-0으로 이겼다.